# Chatuchak (quận)
Chatuchak (tiếng Thái: จตุจักร; IPA: [tɕà.tùʔ.tɕàk]) là một quận của Bangkok, Thái Lan. Quận Chatuchak có diện tích 32.908 km², dân số là 176.501 người.

## Phân cấp hành chính
Quận được chia thành 5 phân khu (Kwaeng).
| 1. | Lat Yao     | ลาดยาว   |  |
| 2. | Sena Nikhom | เสนานิคม  |  |
| 3. | Chan Kasem  | จันทรเกษม |  |
| 4. | Chom Phon   | จอมพล    |  |
| 5. | Chatuchak   | จตุจักร    |  |

## Liên kết
- Trang chủ BMA với những địa điểm của Chatuchak Lưu trữ ngày 30 tháng 9 năm 2007 tại Wayback Machine
- Văn phòng quận Chatuchak Lưu trữ ngày 27 tháng 9 năm 2008 tại Wayback Machine (tiếng Thái)
- Công viên Chatuchak Lưu trữ ngày 9 tháng 12 năm 2008 tại Wayback Machine
- Công viên Queen Sirikit Lưu trữ ngày 3 tháng 2 năm 2014 tại Wayback Machine
- Công viên Wachirabenchatat Lưu trữ ngày 3 tháng 4 năm 2013 tại Wayback Machine
- Elephant Tower Lưu trữ ngày 13 tháng 1 năm 2013 tại archive.today
- Thai Arts Museum[liên kết hỏng]